# 低アミロース米
低アミロース米（ていアミロースまい）とは、通常のうるち米に比べてアミロースの含有量が少ない米である。アミロースは少ないがアミロペクチンが多いため、粘りが強く、冷めてもあまり食味が低下しないのが特徴である。なお、イネの胚乳の形質は「粳（うるち）」か「糯（もち）」で分類されるため、あくまでも「うるち米のうち、アミロース含有量が少ないもの」が低アミロース米である。

## 概要
低アミロース米ではない、通常のうるち米のアミロース含有量は17 - 23%とされるが、低アミロース米のアミロース含有率は5 - 13%ほどとされる。
しかし、アミロース含有量は気候変動の影響を受け、高温年だと低く低温年だと高くなる傾向があり、必ずしも同一品種なら同じアミロース含有量であるとは限らないため、アミロース含有量は一つの目安である。
なお、もち米のアミロースは気候変動にかかわらずほぼ0%である。
低アミロース米を指して「半糯（もち）」、「半もち」と呼称する事があるため、一部で「糯（モチ）品種の血が混じっている（モチ系の品種）」と誤解されることがある。イネの胚乳の粳・糯性は「wx座」と呼ばれる遺伝子座にある一対の対立遺伝子「Wy（粳）」と「wx（糯）」によって支配されており、粳は糯に対して顕性（優性）である。「Wy」には複数の種類があるが（インディカ種で見られる、高アミロースになるWya、ジャポニカ種で見られる比較的アミロース量が少なめになるWyb等）、いずれも、wx（糯性）に対して完全優性であり交雑しても中間的な形質にはならない。低アミロース性は粳・糯とは異なったwx座上の変異した対立遺伝子、もしくは全く別の遺伝子座「du座」上の対立遺伝子によって引き起こされるものである。
低アミロース性の原因遺伝子がwx座上にある例としては「ミルキークイーン」及びその親戚・子孫品種の低アミロース遺伝子「wx-mq」、「北海287号」の子孫品種（おぼろづき、ゆめぴりか等）の「Wx1-1」等があり、その他の遺伝子座にあるものとしては「NM391」の子孫品種（彩,はなぶさ等）のdu遺伝子、「北海PL9号」の子孫品種（ゆきむつみ等）の「qAC9.3」等がある。

## アミロースとアミロペクチン
米のデンプンはアミロースとアミロペクチンに分けられる。アミロースが少ない米は相対的にアミロペクチンが多くなる。アミロペクチンが多いとデンプンの粘性は高まる。

## 低アミロース米の品種
- 彩（あや） - 低アミロース米の奨励品種としては元祖の品種。
- ミルキークイーン
- ミルキープリンセス
- ゆきむすび
- 淡雪こまち
- 柔小町
- ほっかりん
- たきたて
- スノーパール
- シルキーパール
- ねばり勝ち
- ねばりごし
- 夢ごこち
- ゆめぴりか
- おぼろづき
- あやひめ
- 姫ごのみ
- はなぶさ
- 朝つゆ
- 秋雲
- 夏雲
- 秋音色
- 金のいぶき
- だて正夢
- あさゆき
- きらほ
- ぴかまる
- ソフト158
- LGCソフト
- まどか180
- いわた15号

## 高アミロース米
高アミロース米とは、通常においてアミロース含有率が25%を超えるものを指す。アミロースが多いと米飯は硬く、粘りが少なくなる。通常の家庭用炊飯には適していないが、東南アジアの料理やピラフなどに向くほか、米粉や麺などの加工品として利用される。また、アミロースが多い米は栽培が難しく収量も少なくなる欠点がある。
代表的な品種は、「さち未来」「ホシユタカ」「越のかおり」「夢十色」「ホシニシキ」「ゆきひかり」「あきたぱらり」など。